# فيا دي ماثو
بلدية فيا دي ماثو (بالإسبانية: Villa de Mazo) هي بلدية تقع في مقاطعة سانتا كروث دي تينيريفه التابعة لمنطقة جزر الكناري جنوب غرب إسبانيا.

## الديموغرافيا
بلغ عدد سكان بلدية فيا دي ماثو 4.986 نسمة عام 2011 (وفقاً للمعهد الوطني للإحصاء الإسباني).
| 4.501 | 4.645 | 4.723 | 4.591 | 4.880 | 4.802 | 4.986 |